# وادان (جمع أبرود)
وادان (بالفارسية: وادان) هي مستوطنة تقع في إيران في قسم جمع أبرود الريفي. يقدر عدد سكانها بـ 1,627 نسمة .